# Tachinus corticinus
Tachinus corticinus es una especie de escarabajo del género Tachinus, familia Staphylinidae. Fue descrita científicamente por Gravenhorst en 1802.

## Distribución geográfica
Nativo del Paleártico, habita en Suecia, Noruega, Reino Unido, Finlandia, Canadá, Alemania, Austria, Rusia, Países Bajos, Estonia, Polonia, Italia, Francia, Luxemburgo, Bélgica, Dinamarca, Grecia, Islandia, Bielorrusia, Chequia, Turquía y Ucrania. Ha sido introducido en  Estados Unidos (1967 o antes).